# Cúc duyên đơn
Cúc duyên đơn (danh pháp Coreopsis lanceolata) là một loài thực vật có hoa trong họ Cúc. Loài này được L. mô tả khoa học đầu tiên năm 1753.